# 72a Mostra Internacional de Cinema de Venècia

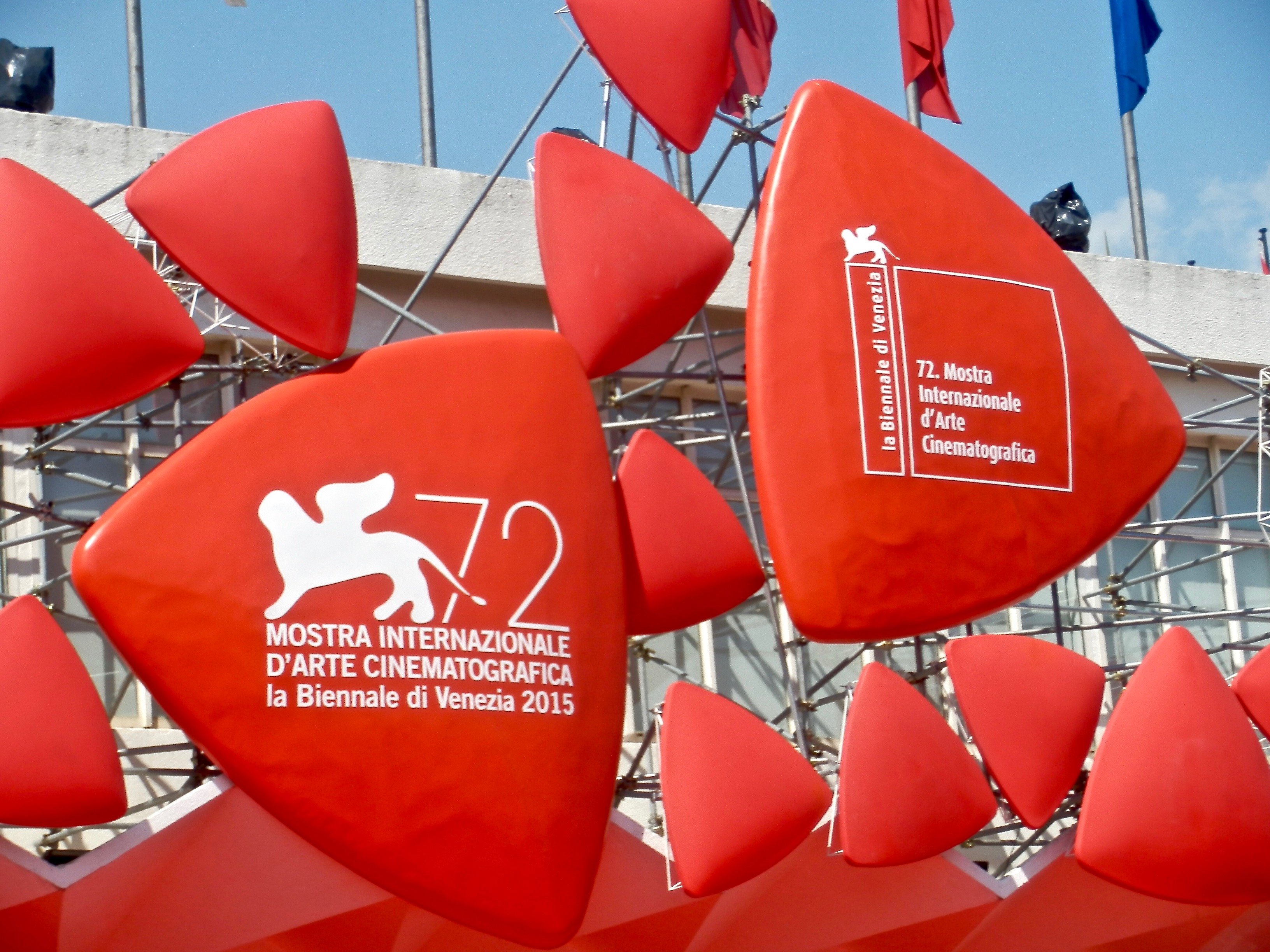
Logotip del festival de Venècia de 2015

La 72a Mostra Internacional de Cinema de Venècia va tenir lloc del 2 al 12 de setembre de 2015. Alfonso Cuarón fou president del jurat de la competició principal. Es va mostrar al festival una versió restaurada d' Amarcord de Federico Fellini. La pel·lícula veneçolana Desde allá de Lorenzo Vigas va guanyuar el Lleó d'Or.
Everest fou seleccionada per ser projectada a la nit d'obertura del festival, mentre que el drama de Guan Hu Lao Pao Er fou projectada en la nit de clausura. L'actriu i directora Elisa Sednaoui va presidir les cerimònies d'obertura i tancament del festival.
El pòster del festival mostra Nastassja Kinski frontalment en un recordatori de París, Texas de Wim Wenders, mentre que al fons apareix el personatge d'Antoine Doinel, interpretat per Jean-Pierre Léaud a la pel·lícula dramàtica de François Truffaut de 1959 Les Quatre Cents Coups, qui també apareix al pòster de la 71a Mostra Internacional de Cinema de Venècia poster.
El festival va guardonar Brian De Palma amb el premi Glory to the Filmmaker, i també es va projectar el documental titulat De Palma de Noah Baumbach i Jake Paltrow. Jonathan Demme va rebre el premi Persol Tribute to Visionary Talent, i també fou el president del jurat de la secció Horitzons (Orizzonti).

## Jurats
Els jurats de 2015 eren formats per:
Competició principal (Venezia 72)
- Alfonso Cuarón, director mexicà (President)
- Elizabeth Banks, actriu i directora estatunidenca
- Diane Kruger, actriu alemanya
- Emmanuel Carrère, guionista i director francès
- Nuri Bilge Ceylan, director turc
- Pawel Pawlikowski, director polonès
- Francesco Munzi, director italià
- Hou Hsiao-hsien, director taiwanès
- Lynne Ramsay, director i guionista escocès

Horitzons (Orizzonti)
- Jonathan Demme, director estatunidenc (President)
- Alix Delaporte, directora i guionista francesa
- Paz Vega, actriu espanyola
- Fruit Chan, director de Hong Kong
- Anita Caprioli, actriu italiana

Opera Prima (Premi Venècia a la pel·lícula de debut)
- Saverio Costanzo, director italià (President)
- Roger Garcia, productor de Hong Kong
- Natacha Laurent, crítica i historiadora del cinema francesa
- Charles Burnett, director estatunidenc
- Daniela Michel, periodista mexicana

## Selecció oficial

### En competició
Les següents pel·lícules foren seleccionades per competir pel Lleó d'Or:
| Títol original            | Director(s)                   | País de producció               |
| ------------------------- | ----------------------------- | ------------------------------- |
| 11 minut                  | Jerzy Skolimowski             | Polònia                         |
| Anomalisa                 | Charlie Kaufman, Duke Johnson | Estats Units                    |
| Beasts of No Nation       | Cary Fukunaga                 | Estats Units                    |
| Bei xi mo shou (悲兮魔兽) | Zhao Liang                    | R.P. de la Xina, França         |
| A Bigger Splash           | Luca Guadagnino               | Itàlia, França                  |
| Sangue del mio sangue     | Marco Bellocchio              | Itàlia                          |
| El clan                   | Pablo Trapero                 | Argentina, Espanya              |
| L'Hermine                 | Christian Vincent             | França                          |
| The Danish Girl           | Tom Hooper                    | Regne Unit, Estats Units        |
| The Endless River         | Oliver Hermanus               | Sud-àfrica, França              |
| Equals                    | Drake Doremus                 | Estats Units                    |
| Per amor vostro           | Giuseppe M. Gaudino           | Itàlia, França                  |
| Francofonia               | Alexander Sokurov             | França, Alemanya, Països Baixos |
| Abluka                    | Emin Alper                    | Turquia, França, Qatar          |
| Desde allá                | Lorenzo Vigas                 | Veneçuela, Mèxic                |
| Heart of a Dog            | Laurie Anderson               | Estats Units                    |
| Looking for Grace         | Sue Brooks                    | Austràlia                       |
| Marguerite                | Xavier Giannoli               | França, Txèquia, Bèlgica        |
| Rabin, the Last Day       | Amos Gitai                    | Israel, França                  |
| Remember                  | Atom Egoyan                   | Canadà, Alemanya                |
| L'attesa                  | Piero Messina                 | Itàlia, França                  |

El títol il·luminat indica el guanyador del Lleó d'Or.

### Fora de competició
Les següents pel·lícules foren exhibides "fora de competició":
| Pel·lícules de ficció   | Pel·lícules de ficció | Pel·lícules de ficció        | Pel·lícules de ficció |
| Títol original          | Director(s)           | País de producció            |                       |
| ----------------------- | --------------------- | ---------------------------- | --------------------- |
| Na ri xia wu (那日下午) | Tsai Ming-liang       | Taiwan                       |                       |
| Black Mass              | Scott Cooper          | Estats Units                 |                       |
| La calle de la Amargura | Arturo Ripstein       | Mèxic Espanya                |                       |
| Non essere cattivo      | Claudio Caligari      | Itàlia                       |                       |
| Everest                 | Baltasar Kormákur     | Estats Units                 |                       |
| Go With Me              | Daniel Alfredson      | Estats Units, Canadà, Suècia |                       |
| Lao Pao Er (老炮儿)     | Guan Hu               | R.P. de la Xina              |                       |
| Spotlight               | Tom McCarthy          | Estats Units                 |                       |

| Documentals                                  | Documentals                 | Documentals            | Documentals |
| Títol original                               | Director(s)                 | País de producció      |             |
| -------------------------------------------- | --------------------------- | ---------------------- | ----------- |
| De Palma                                     | Noah Baumbach, Jake Paltrow | Estats Units           |             |
| L'esercito piu piccolo del mondo             | Gianfranco Pannone          | Ciutat del Vaticà      |             |
| Sobytie                                      | Sergei Loznitsa             | Països Baixos, Bèlgica |             |
| Human (projecció especial)                   | Yann Arthus-Bertrand        | França                 |             |
| In Jackson Heights                           | Frederick Wiseman           | Estats Units           |             |
| Janis                                        | Amy J. Berg                 | Estats Units           |             |
| I ricordi del fiume                          | Franco Maresco              | Itàlia                 |             |
| Gli uomini di questa città io non li conosco | Franco Maresco              | Itàlia                 |             |
| Zyma y vohni (Зима у вогні)                  | Evgeny Afineevsky           | Ucraïna                |             |

### Horitzons
Les següents pel·lícules foren seleccionades per la secció Horitzons (Orizzonti):
| Pel·lícules                   | Pel·lícules             | Pel·lícules                          | Pel·lícules |
| Títol original                | Director(s)             | País de producció                    |             |
| ----------------------------- | ----------------------- | ------------------------------------ | ----------- |
| Pecore In Erba                | Alberto Caviglia        | Itàlia                               |             |
| The Childhood of a Leader     | Brady Corbet            | Regne Unit, Hongria, Bèlgica, França |             |
| A Copy of My Mind             | Joko Anwar              | Indonèsia, Corea del Sud             |             |
| Krigen                        | Tobias Lindholm         | Dinamarca                            |             |
| Boi Neon                      | Gabriel Mascaro         | Brasil, Uruguai, Països Baixos       |             |
| Chaharshanbeh, 19 Ordibehesht | Vahid Jalilvand         | Iran                                 |             |
| Free in Deed                  | Jake Mahaffy            | Estats Units, Nova Zelanda           |             |
| Visaranai (விசாரணை)              | Vetrimaaran             | Índia                                |             |
| Interruption                  | Yorgos Zois             | Grècia, França, Croàcia              |             |
| Italian Gangsters             | Renato De Maria         | Itàlia                               |             |
| Mate-Me Por Favor             | Anita Rocha Da Silveira | Brasil, Argentina                    |             |
| Tempête                       | Samuel Collardey        | França                               |             |
| Madame Courage                | Merzak Allouache        | Algèria, França, Emirats Àrabs Units |             |
| Man Down                      | Dito Montiel            | Estats Units                         |             |
| Un monstruo de mil cabezas    | Rodrigo Plá             | Mèxic                                |             |
| Ha'har                        | Yaelle Kayam            | Israel                               |             |
| Taj Mahal                     | Nicolas Saada           | França, Bèlgica                      |             |
| Tharlo                        | Pema Tseden             | R.P. de la Xina                      |             |
| Lama Azavtani                 | Hadar Morag             | Israel, França                       |             |

| Curtmetratges               | Curtmetratges                 | Curtmetratges                            | Curtmetratges |
| Títol original              | Director(s)                   | País de producció                        |               |
| --------------------------- | ----------------------------- | ---------------------------------------- | ------------- |
| 55 Pastillas                | Sebastián Muro                | Argentina                                |               |
| Dvorišta                    | Ivan Salatic                  | Mauritània                               |               |
| Belladonna                  | Dubravka Turic                | Croàcia                                  |               |
| Champ des possibles         | Cristina Picchi               | Canadà                                   |               |
| En defensa Propia           | Mariana Arriaga               | Mèxic                                    |               |
| E.T.E.R.N.I.T.              | Giovanni Aloi                 | França                                   |               |
| It Seems to Hang on         | Kevin Jerome Everson          | Estats Units                             |               |
| Hou                         | Jie Shen                      | R.P. de la Xina                          |               |
| New Eyes                    | Hiwot Admasu Getaneh          | França, Alemanya, Regne Unit             |               |
| Oh Gallow Lay               | Julian Wayser                 | Estats Units                             |               |
| Tarântula                   | Aly Muritiba, Marja Calafanje | Brasil                                   |               |
| Violences en Réunion        | Karim Boukercha               | França                                   |               |
| Jer gun muer rao jer gun    | Wichanon Somunjarn            | Tailàndia                                |               |
| Zero - (fora de competició) | David Victori                 | Estats Units, Regne Unit, Espanya, Mèxic |               |

El títol il·luminat indica el guanyador del premi Orizzonti a la millor pel·lícula i documental respectivament.

### Clàssics de Venècia
Es va projectar en aquesta secció la següent selecció de pel·lícules clàssiques i documentals restaurats:
| Pel·lícules clàssiques restaurades         | Pel·lícules clàssiques restaurades  | Pel·lícules clàssiques restaurades | Pel·lícules clàssiques restaurades |
| Títol original                             | Director(s)                         | País de producció                  |                                    |
| ------------------------------------------ | ----------------------------------- | ---------------------------------- | ---------------------------------- |
| Alexandr Nevski (Александр Невский) (1938) | Sergei Eisenstein                   | Unió Soviètica                     |                                    |
| Amarcord (1973)                            | Federico Fellini                    | Itàlia                             |                                    |
| Le Beau Serge (1958)                       | Claude Chabrol                      | França                             |                                    |
| Fenggui lai de ren (1983)                  | Hou Hsiao-hsien                     | Taiwan                             |                                    |
| Apenas un delincuente (1949)               | Hugo Fregonese                      | Argentina                          |                                    |
| Heaven Can Wait (1943)                     | Ernst Lubitsch                      | Estats Units                       |                                    |
| Umut (1970)                                | Yilmaz Güney                        | Turquia                            |                                    |
| Léon Morin, prêtre (1961)                  | Jean-Pierre Melville                | França                             |                                    |
| La lupa (1953)                             | Alberto Lattuada                    | Itàlia                             |                                    |
| A Matter of Life and Death (1946)          | Michael Powell & Emeric Pressburger | Regne Unit                         |                                    |
| The Merchant of Venice (1969)              | Orson Welles                        | Estats Units                       |                                    |
| I Mostri (aka Opiate '67, 1963)            | Dino Risi                           | Itàlia                             |                                    |
| Othello (1951)                             | Orson Welles                        | Itàlia, França, Estats Units       |                                    |
| The Power and the Glory (1933)             | William K. Howard                   | Estats Units                       |                                    |
| Sonnenstrahl (1933)                        | Paul Fejos                          | Alemanya, Àustria                  |                                    |
| Akahige (1965) \|                          | Akira Kurosawa                      | Japó                               |                                    |
| Salò o le 120 giornate di Sodoma (1975)    | Pier Paolo Pasolini                 | Itàlia                             |                                    |
| Pyaasa (1957)                              | Guru Dutt                           | Índia                              |                                    |
| To Sleep with Anger (1990)                 | Charles Burnett                     | Estats Units                       |                                    |
| The Trial of Vivienne Ware (1932)          | William K. Howard                   | Estats Units                       |                                    |
| Vogliamo i colonnelli (1973)               | Mario Monicelli                     | Itàlia                             |                                    |
| Pattes blanches (1949)                     | Jean Grémillon                      | França                             |                                    |

| Documentals sobre cinema                       | Documentals sobre cinema | Documentals sobre cinema | Documentals sobre cinema |
| Títol original                                 | Director(s)              | País de producció        |                          |
| ---------------------------------------------- | ------------------------ | ------------------------ | ------------------------ |
| The 1000 Eyes of Dr. Maddin                    | Yves Montmayeur          | França                   |                          |
| Alfredo Bini, ospite inatteso                  | Simone Isola             | Itàlia                   |                          |
| Dietro gli occhiali bianchi                    | Valerio Ruiz             | Itàlia                   |                          |
| A Flickering Truth                             | Pietra Brettkelly        | Nova Zelanda, Afganistan |                          |
| For the Love of a Man                          | Rinku Kalsy              | Índia                    |                          |
| Helmut Berger, Actor                           | Andreas Horvath          | Àustria                  |                          |
| Jacques Tourneur le médium: filmer l'invisible | Alain Mazars             | França                   |                          |
| Mifune: The Last Samurai                       | Steven Okazaki           | Japó                     |                          |
| Venise (1912)                                  | desconegut (Gaumont)     | França                   |                          |

El títol il·luminats indiquen respectivament el premi a la Millor Pel·lícula Restaurada i al Millor Documental sobre cinema.

### Biennale College - Cinema
Les següents pel·lícules foren projectades a la secció "Biennale College - Cinema", un taller de formació en educació superior per a llargmetratges amb micro-pressupostos:
| Títol original | Director(s)      | País de producció |
| -------------- | ---------------- | ----------------- |
| Baby Bump      | Kuba Czekaj      | Polònia           |
| Blanka         | Kohki Hasei      | Japó, Itàlia      |
| The Fits       | Anna Rose Holmer | Estats Units      |

### Final Cut in Venice
Es van projectar les següents pel·lícules per a la secció "Final Cut in Venice", un taller per donar suport a la postproducció de pel·lícules procedents d'Àfrica:
| Títol original         | Director(s)        | País de producció |
| ---------------------- | ------------------ | ----------------- |
| Ali Mea'za We Ibrahim  | Sherif Elbendary   | Egipte            |
| Tigmi Nigren           | Tala Hadid         | Marroc            |
| Tarik Al-Jenah         | Atia Al-Daradji    | Iraq              |
| Deek Beirut            | Ziad Kalthoum      | Síria             |
| Havibon                | Hakar Abdulqadir   | Iraq              |
| Zaineb Takrahou Ethelj | Kaouther Ben Hania | Tunísia           |

### Il Cinema nel Giardino
Les següents pel·lícules foren seleccionades per la secció Il Cinema nel Giardino:
| Títol                        | Projecció | Director(s)                                                                         | País   |
| ---------------------------- | --------- | ----------------------------------------------------------------------------------- | ------ |
| Al centro del cinema         | 6 Set     | Gianandrea Caruso, Chiara Dainese, Davide Minotti, Bernardo Pellegrini, Maria Tilli | Itàlia |
| Carlo Lizzani, Il mio cinema | 3 Set     | Roberto Torelli, Cristina Torelli, Paolo Luciani                                    | Itàlia |
| Il decalogo di Vasco         | 11 Set    | Fabio Masi                                                                          | Itàlia |
| Torn - Strappati             | 9 Set     | Alessandro Gassmann                                                                 | Itàlia |
| Il pesce rosso dov'è?        | 10 Set    | Elisabetta Sgarbi                                                                   | Itàlia |
| ZAC - I Fiori del MALE       | 8 Set     | Massimo Denaro                                                                      | Itàlia |

## Seccions autònomes

### Setmana de la Crítica del Festival de Cinema de Venècia
Les següents pel·lícules foren exhibides com en competició per la 30a Setmana de la Crítica:
| En competició  | En competició       | En competició                                 | En competició |
| Títol original | Director(s)         | País de producció                             |               |
| -------------- | ------------------- | --------------------------------------------- | ------------- |
| Banat          | Adriano Valerio     | Itàlia, Romania, Bulgària, Macedònia del Nord |               |
| Kalo Pothi     | Min Bahadur Bham    | Nepal, França, Alemanya                       |               |
| Light Years    | Esther May Campbell | Regne Unit                                    |               |
| Montanha       | João Salaviza       | Portugal, França                              |               |
| Ana Yurdu      | Senem Tüzen         | Turquia, Grècia                               |               |
| The Return     | Green Zeng          | Singapur                                      |               |
| Tanna          | Martin Butler       | Austràlia                                     |               |

| Esdeveniments especials - fora de competició | Esdeveniments especials - fora de competició | Esdeveniments especials - fora de competició | Esdeveniments especials - fora de competició |
| Ocasió                                       | Títol original                               | Director(s)                                  | País de producció                            |
| -------------------------------------------- | -------------------------------------------- | -------------------------------------------- | -------------------------------------------- |
| Pre-apertura                                 | The Family (Jia)                             | Shumin Liu                                   | R.P. de la Xina, Austràlia                   |
| Pel·lícula d'apertura                        | Orphan                                       | Peter Mullan                                 | Regne Unit                                   |
| Pel·lícula de clausura                       | Bagnoli Jungle                               | Antonio Capuano                              | Itàlia                                       |

### Dies de Venècia
Les següents pel·lícules foren seleccionades per la 12a edició de la secció autònoma Dies de Venècia (Giornate degli Autori):
| Selecció oficial         | Selecció oficial  | Selecció oficial                              | Selecció oficial |
| Títol original           | Director(s)       | País de producció                             |                  |
| ------------------------ | ----------------- | --------------------------------------------- | ---------------- |
| Arianna                  | Carlo Lavagna     | Itàlia                                        |                  |
| À peine j'ouvre les yeux | Leyla Bouzid      | França, Tunísia, Bèlgica, Emirats Àrabs Units |                  |
| The Daughter             | Simon Stone       | Austràlia                                     |                  |
| Early Winter             | Michael Rowe      | Austràlia, Canadà                             |                  |
| La prima luce            | Vincenzo Marra    | Itàlia                                        |                  |
| Island City              | Ruchika Oberoi    | Índia                                         |                  |
| Klezmer                  | Piotr Chrzan      | Polònia                                       |                  |
| Lolo                     | Julie Delpy       | França                                        |                  |
| Viva la sposa            | Ascanio Celestini | Itàlia, França, Bèlgica                       |                  |
| La memoria del agua      | Matías Bize       | Xile, Espanya, Argentina, Alemanya            |                  |
| El desconocido           | Dani de la Torre  | Espanya                                       |                  |
| Underground Fragrance    | Pengfei           | França, R.P. de la Xina                       |                  |

| Esdeveniments especials                                   | Esdeveniments especials                                                                    | Esdeveniments especials     | Esdeveniments especials |
| Títol original                                            | Director(s)                                                                                | País de producció           |                         |
| --------------------------------------------------------- | ------------------------------------------------------------------------------------------ | --------------------------- | ----------------------- |
| Zonda, folclore argentino                                 | Carlos Saura                                                                               | Argentina, Espanya, França  |                         |
| Harry's Bar                                               | Carlotta Cerquetti                                                                         | Itàlia                      |                         |
| Innocence of Memories - Orhan Pamuk's Museum and Istanbul | Grant Gee                                                                                  | Regne Unit, Irlanda, Itàlia |                         |
| Ma                                                        | Celia Rowlson-Hall                                                                         | Estats Units                |                         |
| Milano 2015                                               | Elio, Roberto Bolle, Silvio Soldini, Walter Veltroni, Cristiana Capotondi, Giorgio Diritti | Itàlia                      |                         |
| Viva Ingrid!                                              | Alessandro Rossellini                                                                      | Itàlia                      |                         |

| Miu Miu Women's Tales | Miu Miu Women's Tales | Miu Miu Women's Tales | Miu Miu Women's Tales |
| Títol original        | Director(s)           | País de producció     |                       |
| --------------------- | --------------------- | --------------------- | --------------------- |
| Les 3 Boutons         | Agnès Varda           | França, Itàlia        |                       |
| De Djess              | Alice Rohrwacher      | Itàlia                |                       |

| Projectes especials                                                  | Projectes especials            | Projectes especials | Projectes especials |
| Títol original                                                       | Director(s)                    | País de producció   |                     |
| -------------------------------------------------------------------- | ------------------------------ | ------------------- | ------------------- |
| Bangland                                                             | Lorenzo Berghella              | Itàlia              |                     |
| 'Il paese dove gli alberi volano. Eugenio Barba e i giorni dell'Odin | Davide Barletti, Jacopo Quadri | Itàlia              |                     |
| I sogni del lago salato                                              | Andrea Segre                   | Itàlia              |                     |

| Premi Lux      | Premi Lux                         | Premi Lux                                     | Premi Lux |
| Títol original | Director(s)                       | País de producció                             |           |
| -------------- | --------------------------------- | --------------------------------------------- | --------- |
| Mediterranea   | Jonas Carpignano                  | Itàlia, Estats Units, Alemanya, França, Qatar |           |
| Mustang        | Deniz Gamze Ergüven               | França, Alemanya, Turquia, Qatar              |           |
| Urok           | Kristina Grozeva, Petar Valchanov | Bulgària, Grècia                              |           |

El títol il·luminat indica guanyador oficial del Premi Dies de Venècia.

## Premis

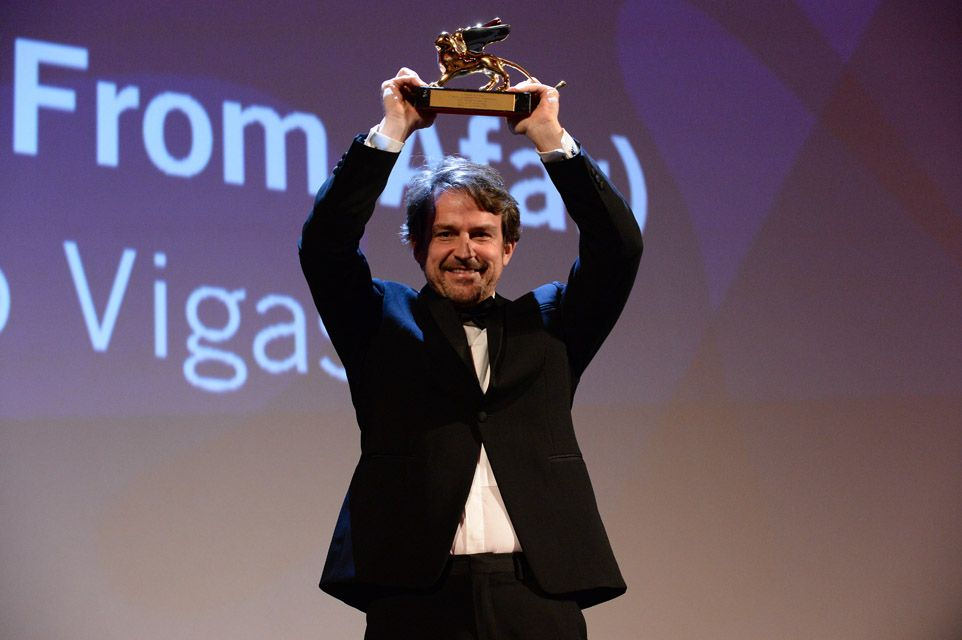
Lorenzo Vigas amb el Lleó d'Or per Desde allá

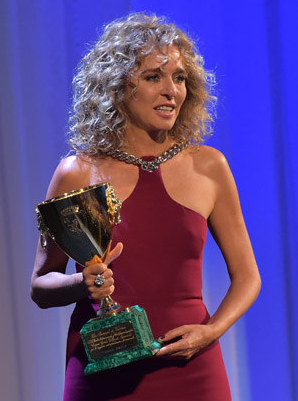
Valeria Golino, guanyadora de la Copa Volpi

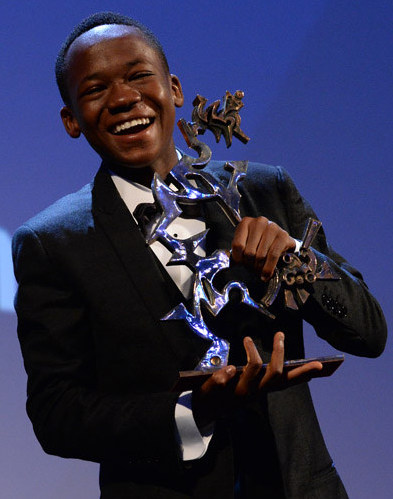
Abraham Attah, guanyador del Premi Marcello Mastroianni

### Selecció oficial
Els següents premis de la Selecció Oficial foren presentats en la 72a edició:
En competició (Venezia 72)
- Lleó d'Or: Desde allá de Lorenzo Vigas
- Lleó d'Argent al millor director: Pablo Trapero per El clan
- Gran Premi del Jurat: Anomalisa de Charlie Kaufman i Duke Johnson
- Copa Volpi al millor actor: Fabrice Luchini per L'Hermine
- Copa Volpi Cup a la millor actriu: Valeria Golino per Per amor vostro
- Premi Marcello Mastroianni: Abraham Attah per Beasts of No Nation
- Premi al Millor Guió: Christian Vincent per L'Hermine
- Premi Especial del Jurat: Abluka d'Emin Alper

Horitzons (Orizzonti)
- Millor pel·lícula: Free in Deed de Jake Mahaffy
- Millor director: Brady Corbet per The Childhood of a Leader
- Premi Especial del Jurat: Boi Neon de Gabriel Mascaro
- Premi Especial al millor actor o actriu: Dominique Leborne per Tempête
- Premi Horitzons al millor curt: Belladonna de Dubravka Turic

Lleó del Futur
Premi Luigi De Laurentiis a la pel·lícula de debut: The Childhood of a Leader de Brady Corbet (Horizons)
Premi Clàssics de Venècia
- Millor documental sobre Cinema: The 1000 Eyes of Dr. Maddin de Yves Montmayeur
- Millor pel·lícula restaurada: Salò o le 120 giornate di Sodoma de Pier Paolo Pasolini

Premis Especials
- Lleó d'Or a la carrera: Bertrand Tavernier[29]
- Premi Jaeger-LeCoultre Glory to the Filmmaker: Brian De Palma[30]
- Premi Persol Tribute To Visionary Talent: Jonathan Demme[31]
- Premi L'Oréal Paris per il Cinema: Valentina Corti

### Seccions autònomes
Els següents premis oficials i col·laterals foren concedits a pel·lícules de les seccions autònomes:
30a Setmana dels Crítics de Cinema Internacional de Venècia
- Premi Audience Pietro Barzisa: Tanna de Bentley Dean i Martin Butler
- Premis Fedeora (Setmana dels Crític):
  - Millor pel·lícula: Kalo Pothi de Min Bahadur Bham
  - Millor guió: Bentley Dean per Tanna

Dies de Venècia
- Premi Dies de Venècia: Early Winter de Michael Rowe
- Premi BNL People's Choice: À peine j'ouvre les yeux de Leyla Bouzid
- Premi Europa Cinemas Label a la millor pel·lícula europea: À peine j'ouvre les yeux de Leyla Bouzid
- Premi Laguna Sud:
  - Millor pel·lícula: Lolo dirigida per Julie Delpy
  - Best Italian Discovery: Arianna directed de Carlo Lavagna
- Premi Francesco Pasinetti (SNGCI) - Mencions especials:
  - La prima luce de Vincenzo Marra
  - Vincenzo Marra (director) i Riccardo Scamarcio (actor) per La prima luce
- Premis Fedeora (Dies de Venècia):
  - Millor pel·lícula: Underground Fragrance dirigida per Pengfei
  - Millor director of a Debut Film: Ruchika Oberoi per Island City
  - Millor actriu en una pel·lícula de debut: Ondina Quadri per Arianna

### Altres premis col·laterals
Els següents premis col·laterals foren concedits a pel·lícules de la selecció oficial:
- Premis FIPRESCI[35]
  - Millor pel·lícula (Competició principal): Sangue del mio sangue de Marco Bellocchio
  - Millor pel·lícula (Horitzons): Chaharshanbeh, 19 Ordibehesht de Vahid Jalilvand

Menció especial: The Childhood of a Leader de Brady Corbet
- SIGNIS Award: Bei xi mo shou de Zhao Liang

Menció especial: L'attesa de Piero Messina
- Premi Francesco Pasinetti (SNGCI):
  - Millor pel·lícula: Non essere cattivo de Claudio Caligari
  - Millor actor: Luca Marinelli per Non essere cattivo (fora de competició)
  - Millor actriu: Valeria Golino per Per amor vostro
- Premi Leoncino d'Oro Agiscuola: L'attesa de Piero Messina
- Premi Brian: Spotlight de Tom McCarthy
- Lleó Queer: The Danish Girl de Tom Hooper[36]

Menció especial: Baby Bump de Kuba Czekaj
- Premi Arca CinemaGiovani:
  - Millor pel·lícula de Venezia 72: Abluka d'Emin Alper
  - Millor pel·lícula italiana: Pecore In erba d'Alberto Caviglia (Horitzons)
- Premi FEDIC: Non essere cattivo de Claudio Caligari (fora de competició)

Menció especial: L'attesa de Piero Messina
- Premis Fedeora – Millor pel·lícula euromediterrània: Francofonia de Alexander Sokurov
- Premi Fondazione Mimmo Rotella: Alexander Sokurov per Francofonia

Premi Especial: Johnny Depp i Terry Gilliam
- 2n Premis Starlight Cinema[37]
  - Premi a la carrera: Lina Wertmuller
  - Premi Internacional: Paz Vega
  - Millor pel·lícula: Matteo Garrone Tale of Tales
  - Millor actriu avançada de l'any: Silvia D'Amico
  - Millor actor avançada de l'any: Giovanni Anzaldo
  - Premi Humanitari: Myriam Catania
  - Menció especial: Lucana Film Commission
  - Millor producció avençada: Buena Onda de Riccardo Scamarcio
  - Premi Intercultural: Reynaldo Gianecchini
- Premi Green Drop: Bei xi mo shou de Zhao Liang
- Joves Membres del Jurat del Festival de Cinema de Vittorio Veneto: Remember d'Atom Egoyan

Menció especial: 11 minut de Jerzy Skolimowski
- Ratolí d'Or: Rabin, the Last Day de Amos Gitai
- Ratolí de Plata: Spotlight de Tom McCarthy
- Premi Future Film Festival Digital: Anomalisa de Charlie Kaufman i Duke Johnson

Menció especial: Heart of a Dog de Laurie Anderson
- Premi P. Nazareno Taddei: Marguerite de Xavier Giannoli
- Premi Lanterna Magica (CGS): Blanka de Kohki Hasei
- Premi Open: Carlotta Cerquetti per Harry’s Bar
- Premi Lina Mangiacapre: Laurie Anderson per Heart of a Dog
- Premi Gillo Pontecorvo - Arcobaleno Latino: Non essere cattivo de Claudio Caligari
- Premi INTERFILM: Chaharshanbeh, 19 Ordibehesht de Vahid Jalilvand
- Premi "Civitas Vitae prossima": Alberto Caviglia per Pecore in erba
- Premi Soundtrack Stars:
  - A Bigger Splash de Luca Guadagnino
  - Equals de Drake Doremus
  - Premi a l'assoliment d'una vida: Nicola Piovani
- Premi Schermi di Qualità – Carlo Mazzacurati: Non essere cattivo de Claudio Caligari
- Premi Nits dels Drets Humans: Rabin, the Last Day d'Amos Gitai
- Premi AssoMusica "Ho visto una Canzone": La cançó "A cuor leggero" de Riccardo Sinigallia, de la pel·lícula Non essere cattivo
- Premi Sorriso diverso Venezia 2015
  - Millor pel·lícula italiana: Non essere cattivo de Claudio Caligari
  - Millor pel·lícula en llengua estrangera: Blanka de Kohki Hasei
- Premi Amnesty International Italia "Il cinema per i diritti umani": Visaranai de Vetrimaaran
- Premi CITC – UNESCO 2015: Beasts of No Nation de Cary Fukunaga
- Premi NuovoImaie Talent:
  - Millor actriu en pel·lícula de debut: Ondina Quadri per Arianna
  - Millor actor italià en pel·lícula de debut: Alessandro Borghi per Non essere cattivo
- Premi al millor pressupost innovador: A Bigger Splash de Luca Guadagnino